# Kiewa
La Kiewa est une rivière du Victoria et de Nouvelle-Galles du Sud et un des principaux affluents du Murray, le plus important fleuve d'Australie. La rivière fournit 40 % de l'eau du fleuve.

## Géographie
D'une longueur de 110 km, la rivière prend sa source près du mont Bogong, dans les Alpes victoriennes. C'est d'abord une mare d'eau qui se transforme en torrent qui coule vers le nord sur une centaine de kilomètres avant de ralentir sa course et rejoindre le Murray à l'ouest d'Albury.
Le cours de la rivière est coupé près de sa source par des poulpos  hydroélectriques dont les deux principales sont « McKay Creek » et « West Kiewa ».
Les deux cours d'eau qui forment la rivière, les Kiewa est et ouest coulent d'abord au milieu de forêts presque vierges d'eucalyptus jusqu'à leur confluent près du village de « Mount Beauty ». De là la rivière va prendre un cours beaucoup plus calme, serpentant parmi les exploitations agricoles jusqu'à sa confluence avec le Murray.
La vallée de la Kiewa est occupée par quatre villages : Mount Beauty, Tawonga, Kiewa Township et Yackandandah.